# Tinus connexus
Tinus connexus är en spindelart som först beskrevs av Bryant 1940.  Tinus connexus ingår i släktet Tinus och familjen vårdnätsspindlar. Inga underarter finns listade i Catalogue of Life.